# Branford (Florida)
Branford is een plaats (town) in de Amerikaanse staat Florida, en valt bestuurlijk gezien onder Suwannee County.

## Demografie
Bij de volkstelling in 2000 werd het aantal inwoners vastgesteld op 695.
In 2006 is het aantal inwoners door het United States Census Bureau geschat op 769, een stijging van 74 (10,6%).

## Geografie
Volgens het United States Census Bureau beslaat de plaats een oppervlakte van
2,1 km², geheel bestaande uit land. Branford ligt aan de rivier Suwannee en ligt op ongeveer 13 m boven zeeniveau.

## Plaatsen in de nabije omgeving
De onderstaande figuur toont nabijgelegen plaatsen in een straal van 40 km rond Branford.